# Keratella valdiviensis
Keratella valdiviensis är en hjuldjursart som beskrevs av Kuno Thomasson 1957. Keratella valdiviensis ingår i släktet Keratella och familjen Brachionidae. Inga underarter finns listade i Catalogue of Life.